# Strasburg (Illinois)
Strasburg és una població dels Estats Units a l'estat d'Illinois. Segons el cens del 2000 tenia 603 habitants.

## Demografia
Segons el cens del 2000, Strasburg tenia 603 habitants, 208 habitatges, i 139 famílies. La densitat de població era de 439,3 habitants/km².
Dels 208 habitatges en un 29,8% hi vivien nens de menys de 18 anys, en un 59,6% hi vivien parelles casades, en un 4,8% dones solteres, i en un 32,7% no eren unitats familiars. En el 30,3% dels habitatges hi vivien persones soles el 17,3% de les quals corresponia a persones de 65 anys o més que vivien soles. El nombre mitjà de persones vivint en cada habitatge era de 2,4 i el nombre mitjà de persones que vivien en cada família era de 3,04.
Per edats la població es repartia de la següent manera: un 19,9% tenia menys de 18 anys, un 5,1% entre 18 i 24, un 21,6% entre 25 i 44, un 19,7% de 45 a 60 i un 33,7% 65 anys o més.
L'edat mediana era de 49 anys. Per cada 100 dones de 18 o més anys hi havia 76,3 homes.
La renda mediana per habitatge era de 40.673 $ i la renda mediana per família de 43.750 $. Els homes tenien una renda mediana de 28.750 $ mentre que les dones 21.313 $. La renda per capita de la població era de 16.102 $. Aproximadament el 6% de les famílies i el 6% de la població estaven per davall del llindar de pobresa.

## Poblacions més properes
El següent diagrama mostra les poblacions més properes.